# Declaración de Responsabilidades y Deberes Humanos
La Declaración de Responsabilidades y Deberes Humanos (o DRDH), se realizó en el marco de la UNESCO[cita requerida] y con el apoyo de la Oficina del Alto Comisionado para los Derechos Humanos,[cita requerida] y fue proclamada en 1998 para conmemorar el 50 aniversario de la Declaración Universal de los Derechos Humanos en la ciudad de Valencia, con la participación de la asociación ADC Nouveau Millénaire y la Fundación Valencia Tercer Milenio. Por ello es también conocida como la Declaración de Valencia. Propone sistemática y exhaustivamente los deberes y responsabilidades colectivos e individuales que resulten necesarios para la implementación efectiva y universal de los Derechos Humanos, en particular, de los consagrados en la Declaración Universal de Derechos Humanos (DUDH) y en los instrumentos internacionales de derechos humanos subsiguientes.[cita requerida]

## Historia
Este documento intercultural y transdisciplinario fue elaborado por un grupo de expertos internacionales que tuvo como presidente al Juez de Sudáfrica, Richard Goldstone, y entre sus miembros estuvieron Federico Mayor Zaragoza, Richard Falk, Ruud Lubbers, Lord Frank Judd, Sergei Kapitsa, Jakob von Uexküll y Fernando Savater, y los premios Nobel Joseph Rotblat, Wole Soyinka y Darío Fo.[cita requerida]
Durante el tiempo en que se estaba finalizando este documento Norberto Bobbio escribió que el proyecto de una Declaración Universal de Responsabilidades y Deberes Humanos responde oportuna e inmediatamente a la exigencia sentida más universalmente cada vez de proclamar oficial y solemnemente este deber. Para este pensador, es esencial que todos hagan frente a esa exigencia: Este documento se dirige no solamente a los gobiernos, sino también a las organizaciones no gubernamentales y a todas las instituciones de la sociedad civil que tienen el deber y la responsabilidad de hacer respetar la efectiva aplicación de los derechos humanos, deberes y responsabilidades contenidos ya implícitamente en esos derechos. (Véase: Declaración de responsabilidades y deberes humanos, epílogo, p. 102)
Por su parte, el entonces Director de UNESCO, Federico Mayor Zaragoza estableció de una manera muy ingeniosa la relación intergeneracional entre los derechos y los deberes: Los derechos de esas generaciones futuras son los deberes de las actuales. Su existencia precisa de nuestro esfuerzo; su vigencia dependerá del grado en que nos preocupemos y ocupemos ahora de ellos. (véase: id, Mensaje de Federico Mayor Zaragoza, pp 11-12)
Las responsabilidades y deberes son aquí considerados tanto a nivel colectivo como individual. Así Richard Goldstone se refiere en términos generales: los participantes reconociieron que hay y continúa habiendo responsabilidades personales de los miembros individuales de la comunidad global... Si bien hay responsabilidades que sólo pueden ser asumidas colectivamente, la acción moral es individual. Por eso agrega que “como miembros de la comunidad global tienen derecho a la totalidad de los derechos humanos, pero también deben a la comunidad ciertas responsabilidades morales. Ellos toman parte para hacer más universal el disfrute de los derechos humanos. La última decisión para la acción moral es de los individuos” (véase: id. introducción pp. 25-26).
La DRDH es un documento largo, formulado en inglés, francés y español, y está formada por un Preámbulo y 42 artículos, los cuales componen sus 12 Capítulos.

## Preámbulo
El Preámbulo contiene la explicación de por qué es necesaria, pero también posible, la formulación de deberes y responsabilidades para su cumplimiento apropiado.
La Declaración nos introduce en el problema al que estamos hoy confrontados: la preocupación por el hecho de que cincuenta años después de la adopción de la Declaración Universal de Derechos Humanos, y la subsiguiente adopción de otros instrumentos de derechos humanos, las graves violaciones de los derechos humanos y de las libertades fundamentales y su desprecio continúan ultrajando la conciencia de la humanidad (véase Preámbulo de DRDH).
El preámbulo reafirma que el respeto por la dignidad y la igualdad de derechos de todos los seres humanos consagrados en la Declaración Universal de Derechos Humanos constituye la base inalienable de la paz, la democracia, la seguridad humana, la libertad, la justicia y el desarrollo en el mundo, y también reitera la importancia universal, el alcance mundial y la indivisibilidad de los derechos reconocidos a partir de la Declaración de 1948. El preámbulo resume la razón de esta innovadora declaración: la consciencia de que el disfrute efectivo y la puesta en práctica de los derechos humanos y de las libertades fundamentales están vinculados de manera inextricable a la asunción de los deberes y responsabilidades implícitos en tales derechos (véase Preámbulo de la DRDH).

## Capítulo 1
El capítulo 1 formula las definiciones de deberes y responsabilidades que serán usadas en esta declaración.
En su artículo 1 se define el "deber” como una obligación ética o moral, y "responsabilidad" como una obligación que tiene fuerza legal de acuerdo con el derecho internacional actual. Por su parte, "la comunidad mundial" refiere a los estados y sus autoridades, las organizaciones intergubernamentales y las no gubernamentales, las corporaciones públicas y las privadas, incluyendo las transnacionales, otras entidades civiles, pueblos, comunidades y las personas en forma colectiva. A continuación en el artículo 2 se explicita cómo los miembros de la comunidad mundial son los titulares de responsabilidades y deberes colectivos e individuales para promover el respeto universal, la observancia de los derechos humanos y las libertades fundamentales. El parágrafo 7 de dicho artículo establece la relación entre derechos, deberes y responsabilidades: Como titulares de los derechos humanos y libertades fundamentales, todas las personas, pueblos y comunidades, en ejercicio de sus derechos y libertades, tienen la obligación y la responsabilidad de respetar los de los demás y la obligación de tratar de promover y observar tales derechos y libertades.

## Capítulos siguientes
Los capítulos siguientes definen específicamente deberes y responsabilidades a partir de los derechos humanos.
- El capítulo 2 trata sobre el derecho a la vida y a la seguridad humana:
  - El deber y la responsabilidad de la protección de la vida y a lograr la supervivencia tanto de las generaciones actuales como de las futuras (art. 3).
  - La obligación y responsabilidad de promover la seguridad colectiva y la cultura de la paz. (art.4).
  - La obligación de promover el desarme en interés de la paz (art. 5).
  - La obligación de intervenir para impedir graves violaciones de los derechos humanos (art. 6).
  - La obligación y la responsabilidad de respetar el derecho humanitario internacional en tiempos de conflictos armados (art. 7).
  - El deber y la responsabilidad de la ayuda humanitaria y la intervención (art. 8).
  - La obligación y la responsabilidad de proteger y promover un medio ambiente seguro, estable y sano (art. 9).

- El capítulo 3 está dedicado a la seguridad humana y a un orden internacional equitativo:
  - La obligación y la responsabilidad de promover un orden internacional equitativo (art. 10).
  - El deber de aliviar la deuda usurera (art. 11).
  - El deber y la responsabilidad de promover un desarrollo científico y tecnológico seguro, responsable y equitativo (art. 12).
  - Los deberes y responsabilidades de las corporaciones públicas y del sector privado (art. 13).
  - El deber y la responsabilidad de impedir y castigar el crimen internacional organizado. (art. 14).
  - La obligación y la responsabilidad de erradicar la corrupción y establecer una sociedad ética (art. 15).

- El capítulo 4 acentúa la importancia de la participación significativa en los asuntos públicos;
  - El deber y la responsabilidad de conseguir una participación significativa en los asuntos públicos (art. 16).

- El capítulo 5 establece con respecto a las libertades de opinión, de expresión, de reunión, de asociación y de religión:
  - La obligación y la responsabilidad de respetar y asegurar la libertad de opinión, de expresión y de los medios de comunicación (art. 17);
  - Deberes y responsabilidades referentes a las tecnologías de la información y de las comunicaciones (art. 18).
  - La obligación y la responsabilidad de respetar y asegurar la libertad de reunión y de asociación (art. 19).
  - El deber y la responsabilidad de respetar y asegurar la libertad de religión, creencias y conciencia (art. 20).

- El capítulo 6 desarrolla los deberes a partir del derecho a la integridad personal y física:
  - El deber y la responsabilidad de respetar y asegurar la integridad física y personal (art. 21).
  - El deber y la responsabilidad de respetar y asegurar el derecho a la libertad personal y a la seguridad física (art. 22).
  - La obligación y la responsabilidad de prohibir e impedir la esclavitud y las instituciones y prácticas análogas a la esclavitud (art. 23).
  - El deber y la responsabilidad de respetar y asegurar la ausencia de tortura, de tratos o castigos crueles, inhumanos y degradantes (art. 24).
  - El deber y la responsabilidad de prevenir y erradicar las desapariciones forzosas (art. 25).

- El capítulo 7 expone convincentemente las obligaciones y deberes sobre la igualdad:
  - La obligación de respetar y asegurar un trato igual y la no discriminación (art. 26).
  - El deber y la responsabilidad de respetar y asegurar la igualdad (art. 27)..
  - La obligación y la responsabilidad de asegurar la igualdad racial y religiosa (art. 28).
  - El deber y la responsabilidad de asegurar la igualdad de sexo y de género (art. 29)..
  - El deber y la responsabilidad de asegurar la igualdad de las personas discapacitadas (art. 30).

- El capítulo 8 explicita la normatividad para la protección de las minorías y de los pueblos indígenas;
  - El deber y la responsabilidad de respetar y proteger los derechos de las minorías (art. 31)..
  - El derecho y la responsabilidad de respetar, proteger y promover los derechos de los pueblos indígenas (art. 32)..

- El capítulo 9 refuerza a través de la enunciación de obligaciones y responsabilidades los derechos de los niños y de los ancianos;
  - La obligación y la responsabilidad de respetar, proteger y promover los derechos de los niños (art. 33)..
  - El deber y la responsabilidad de promover y hacer que se realicen los derechos y el bienestar de los ancianos (art. 34).

- El capítulo 10 está dedicado a temas del trabajo, la calidad y el nivel de vida:
  - El deber y la responsabilidad de promover el derecho a un trabajo justamente remunerado (art. 35).
  - El deber y la responsabilidad de promover la calidad de vida y un nivel de vida adecuado (art.36).

- El capítulo 11 trata los deberes con respecto a la educación, las artes y la cultura:
  - El deber y la responsabilidad de promover y aplicar el derecho a la educación (art.37).
  - El deber y la responsabilidad de fomentar las artes y la cultura (art. 38).

- El capítulo 12 contiene las normas para el derecho a los recursos y una cláusula:
  - El deber y la responsabilidad de prever y aplicar recursos efectivos (art. 39).
  - El deber de observar y poner en práctica la Declaración de Responsabilidades y Deberes Humanos (art.40).

- La declaración agrega al final una cláusula de no derogación (art.41).